# Élections législatives italiennes de 1876
Les élections législatives italiennes de 1876 (en italien : Elezioni politiche italiane del 1876) ont lieu du 5 novembre 1876 au 12 novembre 1876.

## Partis et chefs de file
| Parti | Parti             | Idéologie                  | Chef de file      |
| ----- | ----------------- | -------------------------- | ----------------- |
|       | Gauche historique | Libéralisme, Centrisme     | Agostino Depretis |
|       | Droite historique | Conservatisme, Monarchisme | Marco Minghetti   |

## Résultats
|                          |                          |         |       |        |               |  |  |  |  |
| Parti                    | Parti                    | Voix    | %     | Sièges | +/-           |  |  |  |  |
|                          | Gauche historique        | 243 319 | 70,21 | 414    | 182           |  |  |  |  |
|                          | Droite historique        | 97 726  | 28,20 | 94     | 182           |  |  |  |  |
|                          | Autres partis            | 5 530   | 1,59  | 0      | en stagnation |  |  |  |  |
|                          |                          |         |       |        |               |  |  |  |  |
| Votes valides            | Votes valides            | 346 575 | 96,74 |        |               |  |  |  |  |
| Votes blancs et nuls     | Votes blancs et nuls     | 11 688  | 3,26  |        |               |  |  |  |  |
| Total                    | Total                    | 358 263 | 100   | 508    | en stagnation |  |  |  |  |
| Abstentions              | Abstentions              | 246 744 | 40,78 |        |               |  |  |  |  |
| Inscrits / participation | Inscrits / participation | 605 007 | 59,22 |        |               |  |  |  |  |

## Analyse
La Gauche historique recueille 63 % des suffrages italiens, écrasant la droite dans le Mezzogiorno (83 %) et en Sicile (95 %, dix points de plus que lors de la percée historique de la gauche en Sicile en novembre 1874).